# Фуссенеггер, Гертруда
Гертруда Анна Фуссенеггер (нем. Gertrud Anna Fussenegger; 8 мая 1912[…], Пльзень, Пльзень-город[…] — 19 марта 2009[…], Линц) — одна из крупнейших писательниц Австрии ХХ столетия, поэтесса.

## Жизнь и творчество
Родилась в семье австрийского офицера Эмиля Фуссенеггера. Росла в Галиции. В 1926 году, после смерти матери, вернулась в Пльзень. Получила школьное образование в Чехословакии в 1930 году, затем училась в университетах Инсбрука и Мюнхена (философия, история науки и искусства), в 1934 в Инсбруке защитила диплом доктора наук. В мае 1933 года вступает в австрийскую НСДАП. После участия в национал-социалистской демонстрации и мае 1934 года в Инсбруке, во время которой пела «Хорст Вессель», была приговорена к денежному штрафу. После происшедшего в 1938 году аншлюса Австрии в августе 1938 года вступает в уже немецкую НСДАП. Впоследствии жила в Мюнхене, который покинула вместе с детьми в 1943 году из-за бомбардировок, переехав в Халль-ин-Тироль. В 1961 году Фуссенеггер обосновывается в Леондинге возле Линца.
В 1939 году писательница вступает в германское Имперское сообщество писателей (Reichsschrifttumskammer). В 1938 и в 1939 годах она принимает участие в Веймарских поэтических встречах (Weimarer Dichtertreffen). Являлась приверженцем национал-социалистского режима в Третьем рейхе, в то же время некоторые её романы были отвергнуты его идеологами в связи с отстаиванием в них католических духовных ценностей и несогласием с проводимой тогда Германией расовой политикой. Ряд произведений Фуссенеггер использовались нацистской печатью и в пропаганде. Так, в газете Völkischer Beobachter в 1938 публикуется её стихотворение «Голос Остмарки», в котором одобряется присоединение Австрии к Германии (аншлюс) и возносится хвала Адольфу Гитлеру за это. Всего в этой газете в период с 1937 и по 1941 год были опубликованы 27 статей и произведений, написанных Гертрудой Фуссененгер. Печатались её работы и в других национал-социалистских органах прессы, например в журналах Воля и власть (Wille und Macht) и Рейх (Das Reich). В своих «Из путевых заметок» («Aus Reiseaufzeichnungen» (1943) писательница допускает ряд антисемитских высказываний о её посещении старинного еврейского кладбища в Праге, вполне типичных для Германии того времени. В 1942 году она получает за свой сборник рассказов «Эггенбрехт» премию «Лучшая новелла ХХ столетия». После окончания Второй мировой войны некоторые её романы («Похищение невесты», 1939, «Богемское очарование», 1944) были запрещены в советской зоне оккупации в Германии. Также ряд её произведений был запрещён к публикациям в Австрии.
Писательница была дважды замужем. Первым браком (с 1935 по 1947 год) со скульптором Эльмаром Дитцем, вторым — со скульптором Алоизом Дорном (с 1950). В первом браке у неё родились четверо детей: Рикарда, Трауди, Доротея и Раймунд, во втором — сын Лукас.
Гертруда Фуссенеггер была членом австрийского P.E.N.-клуба, общества Гумбольдта, Академии судетских немцев и почётным членом Австрийского союза писателей. В 1978 году получила особую награду от общества Гумбольдта. Была членом жюри по присвоению ряда австрийских литературных премий.
Автор многочисленных романов, в том числе исторических, отображающих различные эпохи немецкий и австрийской истории, а также истории католической церкви. Была сторонницей религиозного движения и идеологии Renouveau catholique, что нашло своё отражение в её романе Время ворона, время голубя (Zeit des Raben, Zeit der Taube). Автор более чем 60 романов и сборников рассказов, переведённых на 11 языков.

## Награды (избранное)
- 1942 Первый приз конкурса «Новелла ХХ столетия»
- 1951 премия Адальберта Штифтера
- 1963 премия Адальберта Штифтера
- 1972 Hauptpreis des Sudetendeutschen Kulturbundes
- 1972 Культурная премия Общества судетских немцев.
- 1972 титул профессора
- 1981 Австрийский почётный знак в области науки и искусства
- 1983 премия Конрада Аденауэра
- 1984 Федеральный крест «За заслуги» 1 класса
- 1987 премия Генриха Глейснера
- 1993 литературная премия Вейльхеймера
- 1993 премия Жан-Поля
- 1999 медаль за заслуги в области культуры земли Верхняя Австрия
- 2002 Большой золотой почётный знак со звездой «„За заслуги“» Австрийской республики
- 2004 Почётный знак земли Тироль
- 2007 Крест командора со звездой Папского ордена св. Сильвестра

## Сочинения (избранное)
- …как схож ты с водой (… wie gleichst du dem Wasser). Novellen. München 1929
- Родство в адвент. Роман из немецких давних времён (Geschlecht im Advent. Roman aus deutscher Frühzeit). Potsdam 1936
- Похищение невесты (Der Brautraub). Erzählungen. Potsdam 1939
- Эггенбрехт (Eggebrecht). Erzählungen. Jena 1943
- Богемские очарования (Böhmische Verzauberungen). Jena 1944
- Братья Лазавы (Die Brüder von Lasawa). Roman. Salzburg 1948
- Дом тёмных кувшинов (Das Haus der dunklen Krüge). Roman. Salzburg 1951
- Всё в твоих руках (In Deine Hand gegeben). Roman. Eugen Diedrichs, Düsseldorf/Köln 1954
- Рассыпанный лик (Das verschüttete Antlitz). Roman. Stuttgart 1957
- Время ворона, время голубя (Zeit des Raben, Zeit der Taube). Roman. Stuttgart 1960
- Табачный сад, 6 историй и один эпилог (Der Tabakgarten, 6 Geschichten und ein Motto). Stuttgart 1961
- Поездка в Амальфи (Die Reise nach Amalfi. Hörspiel. Stuttgart 1963
- Пороховая мельница (Die Pulvermühle). детективный роман. Stuttgart 1968
- Библейские рассказы (Bibelgeschichten). Wien/Heidelberg 1972
- Пилат. Драма о суде над Иисусом (Pilatus. Szenenfolge um den Prozess Jesu). поставлено на сцене 1979, изд. Freiburg i. B./Heidelberg 1982
- Мария Терезия (Maria Theresia). Wien/München/Zürich/Innsbruck 1980
- Император, король, официант (Kaiser, König, Kellerhals). Сборник рассказов. Wien/ München/ Zürich/ New York 1981
- Они были современники (Sie waren Zeitgenossen). Roman. Stuttgart 1983
- Нас поднимает волна. Любовь, секс и литература (Uns hebt die Welle. Liebe, Sex und Literatur). сборник эссе. Wien/ Freiburg i. B./Basel 1984
- Ответный призыв (Gegenruf). стихотворения. Salzburg 1986
- Иона (Jona). книга для молодёжи. Wien/München 1987
- Владычицы. Женщины, делавшие историю (Herrscherinnen. Frauen, die Geschichte machten). Stuttgart 1991
- Дочь Шекспира (Shakespeares Töchter). три новеллы. München 1999